# 辻元舞
辻元 舞（つじもと まい、1987年〈昭和62年〉2月6日 - ）は、日本のファッションモデル、女優、アーティスト。京都市出身。スターダストプロモーション所属。

## 略歴
小学4年生からダンスを習っていた。昔からダンスだけでなく絵を描くことが好きで、高校卒業後は美術系の専門学校に行きたいと考えるも、母子家庭で経済的に厳しかった事から進学せず、ユニバーサル・スタジオ・ジャパンでダンサーをやっていた兄に影響を受け、高校卒業後の4年間、USJでダンサーをしていた。その時にダンスを見ていた事務所の者からスカウトを受け22歳から芸能活動を始めたが、仕事が少なく時間があったため、アルバイトでウェブデザイナーをしていた。
最初の仕事は、大阪の堺市を歩いてリポートするという、ローカルのテレビ番組での仕事であった。芸能一本で生活出来るようになったのは結婚後の出産してからであり、Instagramでの発信が関心を呼び、母親モデルとして共感を呼び、『VERY』を始めとした多数の美容及びファッション雑誌で活躍。2021年（令和3年）11月25日からYouTubeを開始。
『100%!アピールちゃん』2022年（令和4年）8月1日放送回では、USJ夏のダンスショーイベント「ミニオンカンフーダンス道場」の舞台にダンサーとして立つため、素性を隠しUSJのダンサーに挑戦。忖度無しの過酷なオーディションを経て合格し、2人の我が子が見守る中、35歳の辻元は20代のダンサーに1人だけ混ざりノーミスで踊り切りった。オーディションを経て芸能人がUSJのダンサーの座を勝ち取ったのは史上初。

### 『プレバト!!』関連
『プレバト!!』では、インターネット上で天使すぎる母ちゃんと呼ばれている事や、アート系の査定ランキングで光宗薫ら実力派ライバルと並べられ上位争いを期待される実力者として紹介される事が多く、水彩画、色鉛筆、消しゴムはんこ、バルーンアートなど多数の芸術系査定ランキングで一発で特待生に認定される実力者であり、2020年（令和2年）4月9日放送「春の水彩画コンクール」、2021年（令和3年）4月29日放送「春の水彩画コンクール」と、水彩画部門で2度の優勝を果たし、2022年（令和4年）6月23日放送の「第1回色鉛筆コンクール2022」においても初優勝を果たす。2023年3月30日の黒板アートコンテストでは1位を獲得した。水彩画、消しゴムはんこ、陶芸、色鉛筆、丸シールアート、バルーンアート、バナナアート、ストーンアートと全出演者中最多となる8部門で特待生に認定されており、2022年（令和4年）12月12日時点においての『プレバト!!』での段位は、水彩画・名人8段、消しゴムはんこ・特待生3級、色鉛筆・名人7段、ストーンアート・特待生2級、丸シールアート・特待生4級、陶芸・特待生5級、バナナアート・特待生5級、バルーンアート・特待生5級。

## 人物
2013年に結婚。夫はスタイリストの前田順弘。夫もUSJでスタントマンをしていた時期があり、東京にいるUSJの卒業生が集まる会で親しくなった。
2016年1月10日に第1子男児、2018年11月27日に第2子男児、2024年8月20日に第3子女児を出産した。
TikTokには、NiziU、TWICE、BTSなど様々なダンス動画を投稿しており、見事な完全コピーぶりや、時に子供たちが乱入する事で話題を呼んでいる。
『プレバト!!』で話題になったことを機に、Instagramにも描いた絵を投稿するようになった。

## 出演

### テレビドラマ
- 黒の滑走路2〜花婿がみた悪魔〜[36]（2012年5月25日、フジテレビ） - 真理 役
- パーフェクト・ブルー 第7話（2012年11月19日、TBS）
- 終電バイバイ 第9話（2013年3月11日、TBS） - 井上道子 役
- 妻は、くノ一（2013年4月5日 - 5月24日、NHK BSプレミアム）
- Dr.DMAT 第4話（2014年1月30日、TBS） - 西川真里 役
- 星新一ミステリーSP 『程度の問題』（2014年2月15日、フジテレビ） - ウエイトレス 役

### バラエティ
- プレバト!!（MBS）[注釈 2]
- シューイチ(日本テレビ 2022年5月8日)[注釈 3]
- 『しゃべくり007×人生が変わる1分間の深イイ話』（2015年1月12日）

### 映画
- 大奥〜永遠〜［右衛門佐・綱吉篇］（2012年12月22日、松竹 / アスミック・エース） - 時枝 役

### ラジオ
- 辻元舞のBREAKING THE WALL（2021年3月27日 - 、第4土曜日、渋谷クロスFM[37][注釈 4]）

### CM
- EPSON カラリオミー（2009年9月 - 2010年9月）
- 江崎グリコ メンズポッキー（2009年12月 - 2010年3月）
- 日本コカ・コーラ
  - 紅茶花伝（2010年4月 - ）
  - GEORGIA ウィンターキャンペーン（2011年12月 - 2012年4月）[39]
- ヤクルト本社 Yakult Beautiens REVECY（2010年11月 - ）
- 三菱自動車 秋のキャンペーン（2010年11月 - ）[注釈 5]
- プレナス Hotto Motto（2010年11月 - ）
- アニヴェルセル 企業（2010年12月 - ）
- FUJITSU FMV（2011年5月 - 11月）
- カリフォルニア・レーズン協会（2011年6月 - 2012年6月）
- タマホーム（2011年7月 - ） - ファストフードの店員 役
- NTT docomo Xiタブレット（2011年9月 - 12月）
- 資生堂 専科 保湿クリームからつくった化粧水（2011年10月 - ）
- ダスキン ミスタードーナツ 新!フレンチクルーラー（2012年8月 - ）
- LOTTE ジェラートマイスター（2013年9月 - ）
- UNITED ARROWS UNITED ARROWS green label relaxing（2013年10月 - ）
- 花王 キュレル（2013年11月 - ）
- セガネットワークス ぷよぷよ!!クエスト（2013年12月 - ）[40]
- 三基商事 ミキアスプリプラス（2014年4月 - ）
- Panasonic ECONAVI（2014年9月 - ）
- キリン iMUSE-イミューズ-（2017年12月- ）
- 小林製薬 サワデー香るスティック (2020年10月-)

### 広告
- CoFesta in 上海 カワイイ天使（2010年）
- ANA うっとり鳥取キャンペーン 「鳥取美人物語」（2011年 - 2013年）
- ジーンズメイト ブルーベルマーケット（2012年） - カタログ

### PV
- Vijandeux 「KING OF 片想い」（2010年3月3日）
- S'capade feat. alan 「忘れないで」（2010年6月9日）
- back number 「はなびら」（2011年4月6日）
- CHIHIRO 「YES」（2012年8月29日）[注釈 6]
- KIDS 「38.5℃」（2013年8月7日）[41][注釈 7]

### WEBドラマ・ムービー
- 酒々井と私と変な編集長〜アウトレット好きの奮闘記〜（2013年2月4日 - 全6話[注釈 8] - 舞 役[42]
- タイムスリップ! 堀部安兵衛（2014年9月11日、三井不動産レジデンシャル） - 結婚式の美女 役[43][注釈 9]